# Ваненг
Ваненг (умер ок. 683 года) — святой игумен из Фекана. День памяти — 9 января.
Святой Ваненг (Waningus, Vaneng) был родом из Руана. Он был придворным при короле Хлотаре III.
Согласно преданию, однажды ночью он увидел сон, в котором святая Евлалия Барселонская напомнила ему о трудностях, стоящих на пути в Царствие Небесное. Святой Ваненг оставил мирскую жизнь и стал монахом. Он основал монастырь в Фекан и принял участие совместно со святым Вандрилем в основании монастыря в Фонтенель.
Сын святого Ваненга Дезидерий Фонтенельский также был причислен к лику святых.